# Демонетизация золота
Демонетиза́ция зо́лота — постепенный процесс утраты золотом своих денежных функций. Окончательно завершился в 1971—1976 годах c распадом Бреттон-Вудской валютной системы — исторически последней международной валютной системы, основанной на золоте. После отказа в 1971 году правительства США в одностороннем порядке от обязательств, взятых в 1944 году на международной конференции в Бреттон-Вудсе о поддержании официальной цены золота (взамен которых за долларом США был закреплён статус резервной валюты) межстрановые сопоставления масштабов цен лишились «золотой основы», а золото перестало играть роль «всеобщего эквивалента» в международных экономических отношениях.
В период между Первой и Второй мировыми войнами демонетизация золота имела место на уровне национальных денежных систем, где золотые монеты в 1930-е годы были принудительно изъяты из внутреннего денежного обращения. В результате золото перестало выполнять функции средства обращения, средства платежа, а также средства образования сокровищ (частная тезаврация была объявлена незаконной, в частности, в США). Однако золото продолжало выполнять функции мировых денег, а также меры стоимости — как основа установления национального масштаба цен и, через него — валютных курсов.
Отказ от золотого стандарта обычно объясняется целым рядом факторов:
- физической нехваткой металла для обслуживания сильно возросшей товарной массы;
- невозможностью быстрого регулирования денежной массы в обращении;
- желанием государственного регулирования социально-экономических процессов (в первую очередь уровня безработицы);
- желание устранить экономические кризисы путём влияния на размер денежной массы в обращении.

Многочисленные попытки возрождения той или иной формы «золотого стандарта» завершились неудачей. Золото остается ликвидным товарным финансовым активом, альтернативным финансовым инструментом, особенно в период экономических кризисов.
Чеканка монет из драгоценных металлов продолжается сегодня либо для удовлетворения спроса со стороны нумизматов, либо как инвестиционная монета. Цена реализации таких монет изначально в сотни раз превышает указанный на них номинал.